# Stephen Baldwin
Stephen Andrew Baldwin, född 12 maj 1966 i Massapequa, Long Island, New York, är en amerikansk skådespelare, producent och regissör.
Stephen Baldwin är bror till Alec Baldwin, Daniel Baldwin och William Baldwin men han har även två systrar. Han är pånyttfödd kristen och har ägnat sig åt evangelisation genom sin organisation Breakthrough Ministry. Baldwin är gift med Kennya Baldwin som är dotter till den brasilianska musikern Eumir Deodato. Makarna har två barn.
2006 utgav han sin självbiografi The Unusual Suspect.

## Filmografi
- 2002 – Slagskott 2: Andra perioden
- 2001 – Spider's Web
- 2000 – Familjen Flinta i Viva Rock Vegas
- 1999 – Scar City
- 1996 – Jakten
- 1996 – Bio-Dome
- 1995 – De misstänkta
- 1994 – Mrs. Parker and the Vicious Circle
- 1994 – Trekant
- 1989–1991 – The Young Riders (TV-serie)
- 1989 – Slutstation Brooklyn